# Philus globulicollis
Philus globulicollis is een keversoort uit de familie Vesperidae. De wetenschappelijke naam van de soort werd in 1861 gepubliceerd door Carl Gustaf Thomson.